# كوم المنصورة
قرية كوم المنصورة هي إحدى القرى التابعة لمركز أبنوب في محافظة أسيوط في جمهورية مصر العربية. حسب إحصاءات سنة 2006، بلغ إجمالي السكان في كوم المنصورة 10182 نسمة، منهم 5355 رجل و4827 امرأة.